# Lijst van eilanden van Koeweit
Dit is een lijst van eilanden van Koeweit.
- Auhah
- Bubiyan
- Failaka
- Warbah